# Bad Sassendorf
Bad Sassendorf è un comune di 12 294 abitanti della Renania Settentrionale-Vestfalia, in Germania.
Appartiene al distretto governativo (Regierungsezirk) di Arnsberg e al circondario (Kreis) di Soest (targa SO).